# 면역글로불린 Y
면역글로불린 Y(Immunoglobulin Y) 또는 IgY는 조류, 파충류, 폐어류의 혈액에 있는 면역글로불린의 일종이다. 달걀 노른자에도 고농도로 함유되어 있다. 다른 면역글로불린과 마찬가지로 IgY는 특정 외부 물질에 반응하여 면역계에 의해 형성되는 단백질의 한 종류이다.
IgY는 포유류의 IgG 및 IgE와 기능적으로 유사하기 때문에 오래된 문헌에서는 IgG로 잘못 표기되기도 한다. 그러나 IgY가 포유류의 IgG와 구조적, 기능적으로 차이가 있으며, 교차 반응하지 않기 때문에 현재는 IgG로 불리지 않는다.
닭은 거의 매일 알을 낳을 수 있고 면역된 암탉의 난황에는 고농도의 IgY가 포함되어 있기 때문에 항체 연구용으로 많이 사용되고 있다. 보통 토끼나 염소와 같은 포유류에 항원을 주입하기도 한다.
오리는 Fc 영역의 일부가 없는 잘린 형태의 IgY를 생성한다. 결과적으로, 보체나 대식세포의 수용기에 결합할 수 없다.
IgY는 중국자라에서도 발견되었다.

## 참고 문헌
- Rüdiger Schade, Irene Behn, Michael Erhard: Chicken Egg Yolk Antibodies, Production and Application. Springer-Verlag, Berlin 2001, ISBN 3-540-66679-6
- G.A. Leslie, L.W. Clem: Phylogeny of immunoglobulin structure and function. 3. Immunoglobulins of the chicken. In: Journal of Experimental Medicine. 130(6)/1969. Rockefeller University Press, S. 1337-1352, ISSN 0022-1007
- A. Polson, M.B. von Wechmar, M.H. van Regenmortel: Isolation of viral IgY antibodies from yolks of immunized hens. In: Immunological Communications. 9(5)/1980. Dekker New York, S. 475-493, ISSN 0090-0877
- A. Polson, M.B. von Wechmar, G. Fazakerley: Antibodies to proteins from yolk of immunized hens. In: Immunological Communications. 9(5)/1980. Dekker New York, S. 495-514, ISSN 0090-0877